# Ruhleben

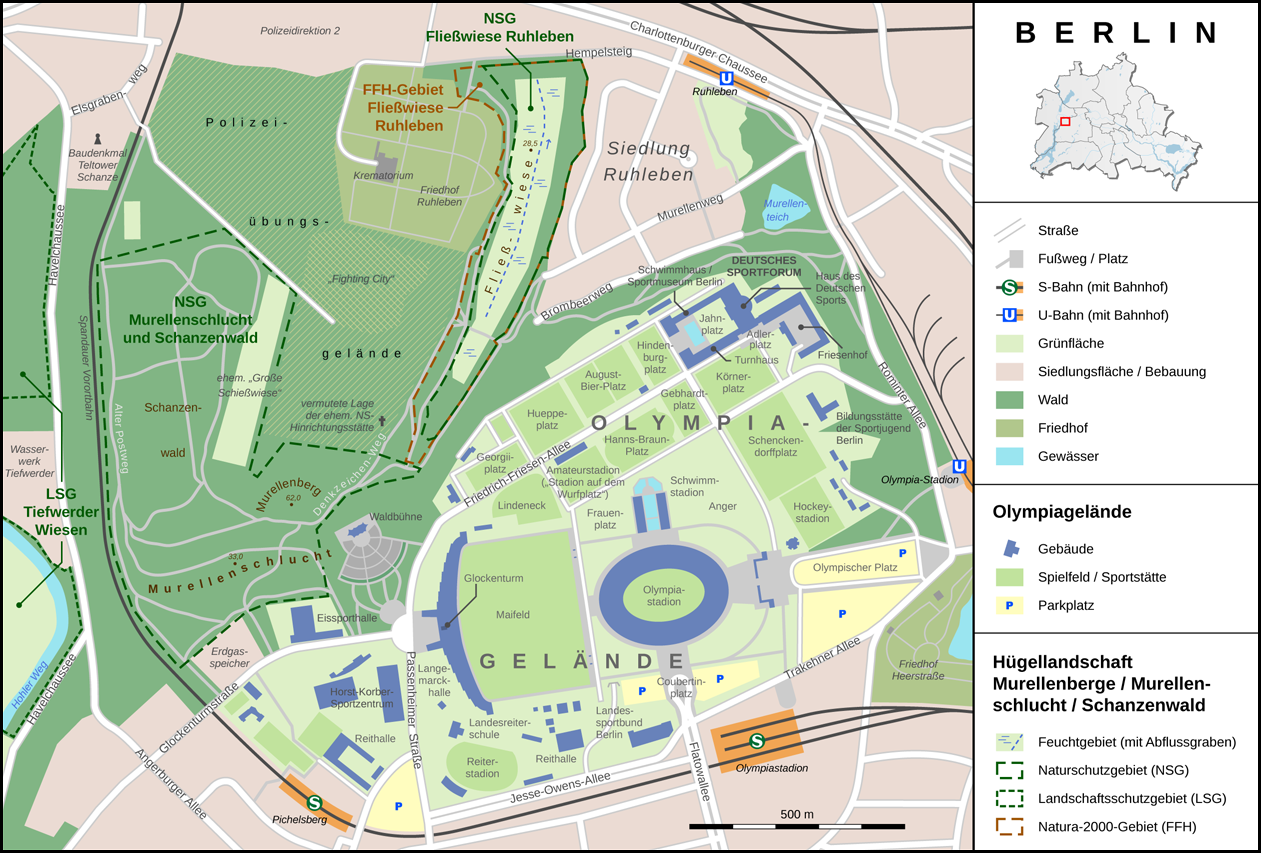
Die Siedlung Ruhleben (Charlottenburger Teil) im Bereich der Murellenberge und des Olympiageländes

Der Name Ruhleben bezeichnet ein Gebiet in Berlin, das teilweise zum Bezirk Charlottenburg-Wilmersdorf und teilweise zum Bezirk Spandau gehört. Gleichzeitig ist Ruhleben auch der Name einer Ortslage im Ortsteil Westend von Charlottenburg-Wilmersdorf. Die Ortslage umfasst nur den südöstlichen Teil des Gebiets mit der Siedlung Ruhleben.

## Geographie
Ruhleben befindet sich historisch zwischen den Städten Spandau und Charlottenburg. Hier befinden sich noch Ausläufer der in der letzten Eiszeit entstandenen Endmoräne des Berliner Urstromtals. Heutzutage zeugen davon noch die Murellenberge mit der Murellenschlucht und dem Murellenteich.
Im Charlottenburger Teil von Ruhleben (der seit September 2004 zum Ortsteil Westend gehört) befindet sich das Naturschutzgebiet Fließwiese Ruhleben. Nördlich wird Ruhleben durch die Spree begrenzt, südlich durch das zum Olympiagelände gehörende Sportforum.

## Geschichte
Ruhleben wurde unter dem Namen Neues Vorwerk bei Spandau 1638 dem Heidereiter von Grunewald übergeben und nach dessen Tod 1639 an die Försterfamilie von Grabow, später an die Adelsfamilie von Saldern übertragen. Als Saldernsches Vorwerk wurde es 1695 gemeinsam mit Lietzow (der Vorläufersiedlung von Charlottenburg) der Kurfürstin Sophie Charlotte im Austausch für ihre Güter in Caputh und Langerwisch von ihrem Mann Kurfürst Friedrich III. von Brandenburg vermacht. Nachdem bei Lietzow ihr Sommerschloss Lützenburg (heute: Schloss Charlottenburg) 1699 fertiggestellt war, übertrug sie das Vorwerk 1700 an ihren Oberhofmeister Friedrich Bogislav von Dobrczenski bei seinem Ausscheiden aus ihren Diensten. Der Name Ruhleben wird erstmals 1704 erwähnt. Nach dem Tode Sophie Charlottes 1705 erwarb Friedrich, inzwischen König in Preußen geworden, das Vorwerk 1707 zurück und unterstellte es dem Amt Spandau. Bereits ein Jahr später begannen die Bauarbeiten zu einem an der Spree gelegenen Lustschloss, das 1710 fertiggestellt wurde; es wurde 1800 wieder abgerissen.

„Ruhleben, heißt die einzelne landwirthschaftliche Besitzung an der Chaussee von Berlin nach Spandau, links zwischen dem zweiten Chausseehaus, dem Holze und den ersten Häusern dieser Stadt gelegen. Merkwürdig ist das Vorderhaus bei der Belagerung von Spandau, im Jahre 1813 dadurch geworden, daß die Kugeln, welche die Franzosen aus der Festung für die ungefähr 200 Meter von Ruhleben aufgeworfen gewesene Preußische Batterie bestimmt hatten, größthenteils auf dieses Haus fielen und das Dach zunächst von Grund aus zertrümmerten.“

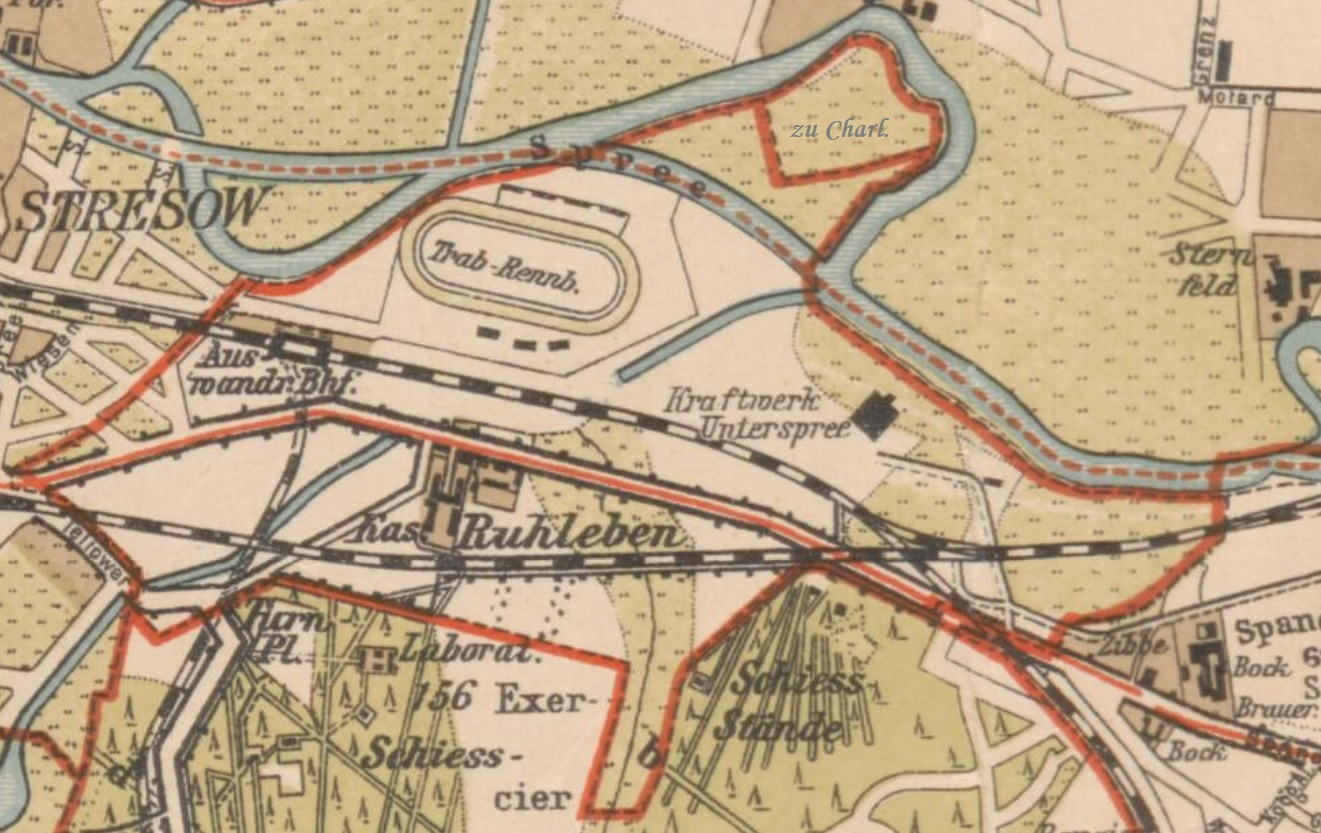
Der Gutsbezirk Ruhleben in den Grenzen von 1909

Nachdem Ruhleben zwischen 1810 und 1841 dem preußischen Minister Karl Friedrich von Beyme gehört hatte, wurden dort nach dem Rückerwerb durch den Staat Anfang der 1840er Jahre erste militärische Einrichtungen der preußischen Armee an den Murellenbergen errichtet. Die Infanterie-Schießschule mit Kaserne an der Charlottenburger Chaussee (ab 1939: Alexander-Kaserne) nahm 1855 den Betrieb auf. Außerdem befand sich die Kriegstelegraphenschule der Armee auf dem Areal. Der Auswandererbahnhof Ruhleben wurde 1891 auf dem westlich anschließenden Bahngelände in Stresow eröffnet und diente bis zum Ersten Weltkrieg als Durchgangs- und Kontrollstation vor allem für Osteuropäer zur Ausreise in die USA. 
Seit dem 19. Jahrhundert bildete Ruhleben einen Gutsbezirk im Kreis Teltow. Am 1. November 1919 wurde der Gutsbezirk Ruhleben aufgelöst und in den angrenzenden Gutsbezirk Heerstraße eingegliedert. Dieser wurde am 1. Oktober 1920 nach Groß-Berlin eingemeindet und zwischen den Bezirken Spandau und Charlottenburg aufgeteilt, wobei der größte Teil des alten Gutsbezirks Ruhleben zum Bezirk Spandau kam.
Bei den Olympischen Spielen 1936 fanden die Schießwettbewerbe des Modernen Fünfkampfs auf den Schießplätzen in Ruhleben statt und bei der Bewerbung Berlins für die Olympischen Spiele 2000 war das Olympische Dorf auf dem ehemaligen Schießplatzgelände in Ruhleben geplant. 1952 wurde im Charlottenburger Teil Ruhlebens ein großer Friedhof angelegt, der 1962/1963 ein Krematorium nach Entwürfen der Architekten Jan und Rolf Rave erhielt.
Einwohnerzahlen des Gutsbezirks Ruhleben
| Jahr | Einwohner |
| ---- | --------- |
| 1858 | 041       |
| 1871 | 096       |
| 1885 | 243       |
| 1895 | 454       |
| 1905 | 482       |
| 1910 | 561       |
| 1919 | 313       |

## Trabrennbahn Ruhleben

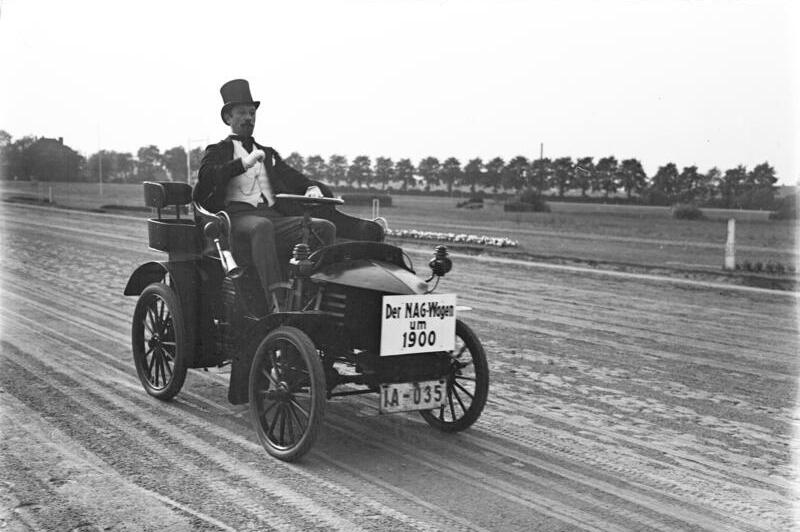
Historischer NAG-Wagen auf der Trabrennbahn Ruhleben, 1930

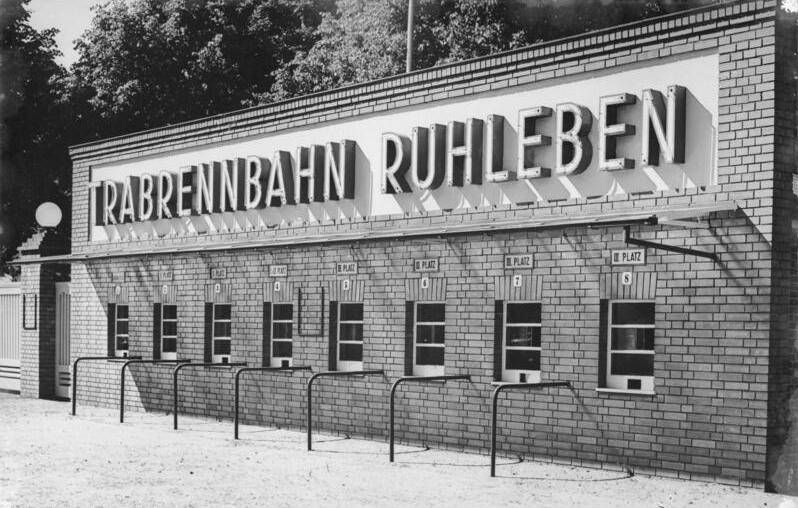
Der umgestaltete Eingang zur Trabrennbahn, 1939

Die Trabrennbahn der Trabrenn-Gesellschaft Westend musste der Bebauung von Neu-Westend weichen und wurde 1908 von Westend auf die Spandauer Seite von Ruhleben nördlich der Bahntrasse verlegt. Im Ersten Weltkrieg diente die Trabrennbahn als Internierungslager hauptsächlich für britische Zivilisten, die in Deutschland vom Kriegsausbruch überrascht wurden. Während des Zweiten Weltkriegs wurden auf der Trabrennbahn Panzer erprobt. Ab 1950 fanden wieder Rennen statt. Nach dem Konkurs der Rennbahn 1955 entstand auf dem Gelände ein Industriegebiet mit einem Klärwerk und einer Müllverbrennungsanlage, die zu den größten in Europa zählt.

## Siedlung Ruhleben
Auf dem Gelände eines ehemaligen Schießplatzes entstand in den 1920er Jahren die Siedlung Ruhleben mit hauptsächlich ein- und zweigeschossigen Gebäuden. Im Jahr 1922 erwarb die Charlottenburger Baugenossenschaft 350.000 Quadratmeter Baugrund in Ruhleben vom Fiskus für eine Million Reichsmark. Aus finanziellen Gründen, vermutlich durch die Inflation bedingt, konnte die Genossenschaft die Grundstücke nicht selbst bebauen, sondern musste kurz darauf die parzellierten Grundstücke an die Siedler weiterverkaufen. Die Wälle des Schießplatzes mussten von den Siedlern selbst eingeebnet werden. Einer der ersten Bewohner berichtete über die Bauphase: „Ich habe allein etwa 370 Kubikmeter Erde bewegt. Wir hausten anfangs in Erdlöchern, später bauten wir uns Lauben, und im Jahre 1929 konnte ich mein Haus beziehen.“

## Biogasanlage Berlin
Die Berliner Stadtreinigung betreibt seit 2013 direkt neben dem Klärwerk Ruhleben eine Biogasanlage. In der Anlage werden jährlich rund 60.000 Tonnen Bioabfall aus Berliner Privathaushalten vergoren. So entstehen rund 7,14 Millionen Kubikmeter Roh-Biogas, das zu synthetischem Erdgas aufbereitet wird.

## Verkehr
Zur Eröffnung des Deutschen Stadions im Jahr 1913 wurde die U-Bahn vom damaligen Bahnhof Reichskanzlerplatz zum Bahnhof Stadion verlängert und zunächst nur bei Veranstaltungen betrieben. Dazu errichtete die Hochbahngesellschaft 1912 am Wiesendamm das Kraftwerk Unterspree zur Versorgung der U-Bahn mit Gleichstrom. 1929 erhielt die Siedlung eine Nahverkehrsanbindung durch die U-Bahn – bis heute endet die Strecke der Linie U2 am U-Bahnhof Ruhleben.
Der Bahnhof Berlin-Ruhleben liegt an der Lehrter bzw. Hamburger Bahn. Er wird als Güterbahnhof und für betriebliche Zwecke genutzt. Hier mündet der Hamburger Stadtbahnanschluss, der für Reisezüge von der Berliner Stadtbahn nach Spandau genutzt wird. Über einen Teil dieses Bahnhofs, den Auswandererbahnhof Ruhleben, machten sich zwischen 1891 und 1914 Tausende von Auswanderern auf den Weg in die Vereinigten Staaten.

## Prominente Einwohner
- Wendell Alexis (US-Profi-Basketballspieler)
- Ott Christoph Hilgenberg (Geophysiker)
- Viktor de Kowa (Schauspieler)
- Frank Lüdecke (Kabarettist, Schauspieler, Autor, Regisseur, Kolumnist)
- Klausjürgen Wussow (Schauspieler)